# Axel Dreyer
Axel Dreyer (* 29. September 1957 in Wolfenbüttel) ist ein deutscher Wirtschaftswissenschaftler. Er ist Professor für Tourismusmanagement an der Hochschule Harz und Honorarprofessor für Sportmanagement an der Georg-August-Universität Göttingen.

## Leben
Nach dem Abitur am Gymnasium am Fredenberg in Salzgitter studierte Dreyer Betriebswirtschaftslehre an der TU Braunschweig und an der Universität Göttingen. Dort schloss er sein Studium mit den Schwerpunkten Marketing, Handelsbetriebslehre sowie Publizistik- und Kommunikationswissenschaften 1983 als Diplomkaufmann ab. 1986 promovierte mit einer Dissertation über Werbung im und mit Sport: kaufverhaltensrelevante Faktoren der Sportwerbung im Lichte der Freizeitentwicklung. Parallel zum Studium leitete er zusammen mit Kommilitonen das Studentenkino Memo-Film. Nach der Promotion arbeitete er als Geschäftsführer in der Wirtschaft und engagierte sich zusätzlich beim Aufbau eines Sportmanagement Schwerpunktes am Institut für Sportwissenschaften der Universität Göttingen zusammen mit Arnd Krüger und Peter Krohn. Im Jahr 1993 wurde er auf die Professur für Tourismusmanagement an der Hochschule Harz (Wernigerode) berufen. Seit 1996 ist er zudem Honorarprofessor für Sportmanagement an der Universität Göttingen. An der Hochschule Harz baute er die Tourismus-Studiengänge auf, dann war er von 2006 bis 2012 einer der Leiter des Arbeitsbereichs Tourismus des Kompetenzzentrums und von 2012 bis 2015 Gründungsdirektor des Instituts für Tourismusforschung, ehe das Amt turnusmäßig zu Volker Böttcher wechselte.
1996 war er Gründungsmitglied der Deutschen Gesellschaft für Tourismuswissenschaft e.V. DGT und bekleidete in zwei Wahlperioden Vorstandsämter. Heute ist er Sprecher der Kommission Weintourismus/Kulinarik der DGT. Dreyer war außerdem als Gutachter für den Wissenschaftsrat und die Akkreditierungsgesellschaft ACQUIN tätig und er war Vorsitzender des Wissenschaftlichen Beirats der Privaten Hochschule Göttingen (PFH). Der WorldCat hat 188 Werke von ihm. Gemeinsam mit anderen Autoren hat Axel Dreyer in den 2000er Jahren eine Reihe von Studien zum Tourismus in Sachsen-Anhalt verfasst. Darüber hinaus hat er zahlreiche Publikationen zu Marketingthemen im Tourismus vorgelegt, u. a. zur Servicequalität sowie zum Sport- und Kulturtourismus.
Bereits 1995 hatte er zusammen mit Arnd Krüger das erste umfassende Buch zum Sporttourismus herausgegeben und 2020 zusammen mit Christian Antz eine vollständig überarbeitete Fassung der 2. Auflage von 2000 zum Kulturtourismus. Aktuell liegen seine Forschungsschwerpunkte beim Radtourismus sowie beim Weintourismus; die Herausgabe mehrerer Konferenzbände fallen in seinen Arbeitsbereich. Im Herbst 2021 hat er außerdem das wissenschaftlich fundierte Werk Reisen zum Wein – Weintourismus zwischen Reben, Viontheken und Kultur publiziert.

## Sonstiges
Aufgrund seiner vielen deutschen und internationalen Meisterschaften im Bahnengolf zwischen 1977 und 1985 (u. a. Einzel- und Mannschaftseuropameister 1978) wurde er 1988 in die Ehrengalerie des Niedersächsischen Instituts für Sportgeschichte aufgenommen. Er war der einzige deutsche Bahnengolfer, der von 1977 bis 1985 ununterbrochen im Team der deutschen Nationalmannschaft bei Europameisterschaften stand.

## Konferenzverbände
1. Dreyer, A. (Hg.), Wein und Tourismus, Schriften für Freizeit und Tourismus der Deutschen Gesellschaft für Tourismuswissenschaft, Bd. 11, Berlin 2011; ESV-Verlag
2. Lun, L.-M., Dreyer, A., Pechlaner, H., Schamel, G. (Eds.), Wine and tourism. A value added partnership for promoting regional economic cycles, Bozen 2013: EURAC Press / Esperia
3. Wagner, D., Mair, M., Stöckl, A.F., Dreyer, A. (Hg.) (2017): Kulinarischer Tourismus und Weintourismus - Culinary and Wine Tourism Conference 2015, Wiesbaden, Springer Gabler Verlag
4. Rüdiger, J., Wagner, D., Dreyer, A., Stöckl, A.F. (Hg.) (2021): Kulinarischer Tourismus und Weintourismus - Culinary and Wine Tourism Conference 2020, Wiesbaden, Springer Gabler Verlag

| Personendaten    | Personendaten                                            |
| ---------------- | -------------------------------------------------------- |
| NAME             | Dreyer, Axel                                             |
| KURZBESCHREIBUNG | deutscher Wirtschaftswissenschaftler und Hochschullehrer |
| GEBURTSDATUM     | 29. September 1957                                       |
| GEBURTSORT       | Wolfenbüttel                                             |